# Mezana
Mezana (Mezá en eonaviego y oficialmente) es una aldea perteneciente a la parroquia de Serandinas, del concejo asturiano de Boal, en España.
Cuenta con una población de 3 habitantes (INE, 2013), y se encuentra a unos 100 m de altura sobre el nivel del mar, en la margen derecha del río Navia, frente a Miñagón, pero, al igual que en el caso de Lantero, no existe acceso directo por carretera desde la capital del concejo, por lo que es posible llegar a este lugar cruzando en lancha el río Navia a la altura de Miñagón, o, por carretera, gracias a una pista que se toma desde la carretera AS-35, que comunica Boal (a la altura de San Luis) y Villayón, localidad de la que Mezana dista unos 10 km.
A mediados del siglo XIX, el lugar tenía contabilizada una población de 66 habitantes. Aparece descrito en el decimoprimer volumen del Diccionario geográfico-estadístico-histórico de España y sus posesiones de Ultramar de Pascual Madoz de la siguiente manera:

MEZANA: l. en la prov. de Oviedo, ayunt. de Boal y felegresía de Santa Marina de Serandina. (V.) pobl.: 17 vec. 66 almas.
(Madoz, 1848, p. 398)